# Florestano Pepe

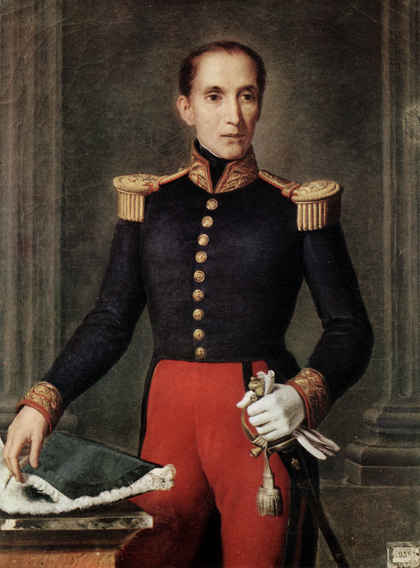
Florestano Pepe

Florestano Pepe (* 4. März 1778 in Squillace, Kalabrien; † 3. April 1851 in Neapel) war ein neapolitanischer General.

## Leben
Pepe wurde Offizier, trat 1799 in den Dienst der Parthenopäischen Republik, dann in die französisch-italienische Legion. 1801 kehrte er nach Neapel zurück und ging 1809 als Chef des Generalstabs der neapolitanischen Division nach Spanien und machte 1812 den russischen Feldzug Napoleons mit. Zuletzt war er dort in leitender Stellung tätig. Nachdem er aus der russischen Kriegsgefangenschaft entlassen worden war, kämpfte er 1814 und 1815 für Murat.
1820 wurde er von Franz I. mit der Unterwerfung Siziliens beauftragt und sorgte für die Unterwerfung Palermos. Er trat dann zurück, weil er mit den von der Regierung beschlossenen Gewaltmaßnahmen nicht einverstanden war. 1821 zog er sich ganz ins Privatleben zurück.